# Нестеренко Таїсія Григорівна
Таїсія Григорівна Нестеренко (нар. 12 травня 1990) — українська футболістка, півзахисниця харківського «Житлобуду-1».

## Життєпис
З 12 років ганяла м'яча з хлопцями на подвір'ї. Саме там її помітив тренер аматорської жіночої футбольної команди та запросив на тренування. У чемпіонаті України дебютувала в 2005 році. Наступного року опинилася в «Житлобуді-1», за який дебютувала 17 травня 2006 року в переможному (1:0) виїзному поєдинку 3-о туру чемпіонату України проти «Донеччанки». Таісія вийшла на поле в стартовому складі та відіграла увесь матч. Дебютними голами за «Житлобуд-1» відзнаилася 27 травня 2006 року на 40 та 43-х хвилині переможного (7:0) домашнього поєдинку чемпіонату України проти столичного «Атексу». Нестеренко вийшла на поле в стартовому складі, а на 59-й хвилині її замінила Ольга Басанська. Восьмиразова чемпіонка України, 10-кратна володарка кубку України, багаторазова учасниця жіночої Ліги чемпіонів. Капітан «Житлобуду-1». У 2016 році отримала важку травму (пошкодила хрестоподібну зв'язку в колінному суглобі), через що пропустила в тренувальному процесі півроку.

## Досягнення
«Житлобуд-1»
- Вища ліга чемпіонату України
  -  Чемпіон (7): 2006, 2008, 2011, 2012, 2013, 2014, 2015, 2018
  -  Срібний призер (5): 2007, 2009, 2010, 2016, 2017

- Кубок України
  -  Володар (10): 2006, 2007, 2008, 2010, 2011, 2013, 2014, 2015, 2016, 2018
  -  Фіналіст (1): 2009